# Ágios Akákios
Ágios Akákios är en ort i Grekland.   Den ligger i prefekturen Nomós Kardhítsas och regionen Thessalien, i den centrala delen av landet, 230 km nordväst om huvudstaden Aten. Ágios Akákios ligger 317 meter över havet och antalet invånare är 291.
Terrängen runt Ágios Akákios är kuperad åt sydväst, men åt nordost är den platt. Runt Ágios Akákios är det ganska tätbefolkat, med 104 invånare per kvadratkilometer. Närmaste större samhälle är Trikala, 19,2 km norr om Ágios Akákios. Trakten runt Ágios Akákios består till största delen av jordbruksmark.